# Sigara hydratotrephes
Sigara hydratotrephes är en insektsart som först beskrevs av George Willis Kirkaldy 1908.  Sigara hydratotrephes ingår i släktet Sigara och familjen buksimmare. Inga underarter finns listade i Catalogue of Life.